# Susan J. Palmer
Susan J. Palmer   (14 d'abril de 1946) és una sociòlega de la religió canadenca i autora, el principal interès de recerca del qual són els nous moviments religiosos. Antigament professora d'estudis religiosos al Dawson College de Westmount (Quebec, Canadà) actualment és professora afiliada a la Universitat Concordia i també és la investigadora principal del projecte de recerca de quatre anys finançat pel SSHRC (Social Sciences and Humanities Research Council), «Children in Sectarian Religions» (Nens a les religions sectàries) a la Universitat McGill. a Montreal, on imparteix cursos sobre nous moviments religiosos.

## Joventut i educació
Palmer es va criar en la fe mormona.
Palmer va rebre un B.A. d'honor en anglès a la Universitat McGill abans de rebre el seu màster i doctorat en religió a la Universitat Concordia.

## Treball
Ha participat en investigacions de camp amb almenys 30 grups diferents i es considera una autoritat líder a les Twelve Tribes communities, el nuwaubianisme i el raëlisme.
Els seus temes van des de l'activitat apocalíptica, la profecia, el carisma, el comunalisme, la criança dels fills, les religions racialistes, fins a investigar l'ètica i els mètodes per estudiar noves religions. El seu article Caught Up in the Cult Wars: Confessions of a Canadian Researcher (Atrapats a les guerres de culte: Confessions d'una investigadora canadenca) ha reaparegut en diverses antologies.
El seu treball més recent s'ha centrat en temes de llibertat religiosa. A The New Heretics of France explora la persecució de les minories religioses patrocinada per l'Estat, i a The Nuwaubian Nation: Black Spirituality and State Control (La nació nuwaubiana: espiritualitat negra i control estatal) argumenta que els profetes nacionalistes negres als Estats Units d'Amèrica són l'objectiu de xarxes de grups d'interès i rarament reben un judici just.
El seu llibre Aliens Adored (Extraterrestres adorats) documenta la formació i les creences del moviment raëlià, amb un ull a com els descobriments científics contribueixen a la formació de la seva teologia de la clonació humana.

## Publicacions
- Palmer, Susan J.; Sharma, Arvind. The Rajneesh Papers: Studies in a New Religious Movement (en anglès).  Motilal Banarsidass Publishers, 1993. ISBN 81-208-1080-5.
- Palmer, Susan J. Moon Sisters, Krishna Mothers, Rajneesh Lovers: Women's Roles in New Religions (en anglès).  Syracuse University Press, 1994. ISBN 0-8156-0382-7.
- Palmer, Susan J. Millennium, Messiahs, and Mayhem: Contemporary Apocalyptic Movements (en anglès).  Routledge, 1997. ISBN 0-415-91649-6.
- Palmer, Susan J. AIDS as an Apocalyptic Metaphor in North America (en anglès).  University of Toronto Press, 1997. ISBN 0-802-00662-0.
- Palmer, Susan J. Children in New Religions (en anglès).  Rutgers University Press, 1999. ISBN 0-8135-2620-5.
- Palmer, Susan J. Aliens Adored: Rael's UFO Religion (en anglès).  Rutgers University Press, 2004. ISBN 0-8135-3475-5.
- Palmer, Susan J. The Nuwaubian Nation: Black Spirituality and State Control (en anglès).  Ashgate Publishing, 2010. ISBN 978-0-754-66255-6.
- Palmer, Susan J. The New Heretics of France, Minority Religions, la Republique, and the Government-Sponsored "War on Sects" (en anglès).  Oxford University Press, 2011. ISBN 978-0-199-73521-1.
- Palmer, Susan J.; Wright, Stuart A. Storming Zion: Exploring State Raids on Religious Communities (en anglès).  Oxford University Press, 2016. ISBN 978-0-195-39889-2.
- Palmer, Susan J. The Mystical Geography of Quebec: Catholic Schisms and New Religious Movements (en anglès).  Palgrave Macmillan, 2020. ISBN 978-3-030-33061-3.